# Rita Martins
Rita Isabel Costa Martins, (Lisboa, 26 de Junho de 1979), foi jogadora portuguesa de futsal e pela equipa do Benfica, tendo abandonado a competição em 2015.